# Dubb (skosnören)

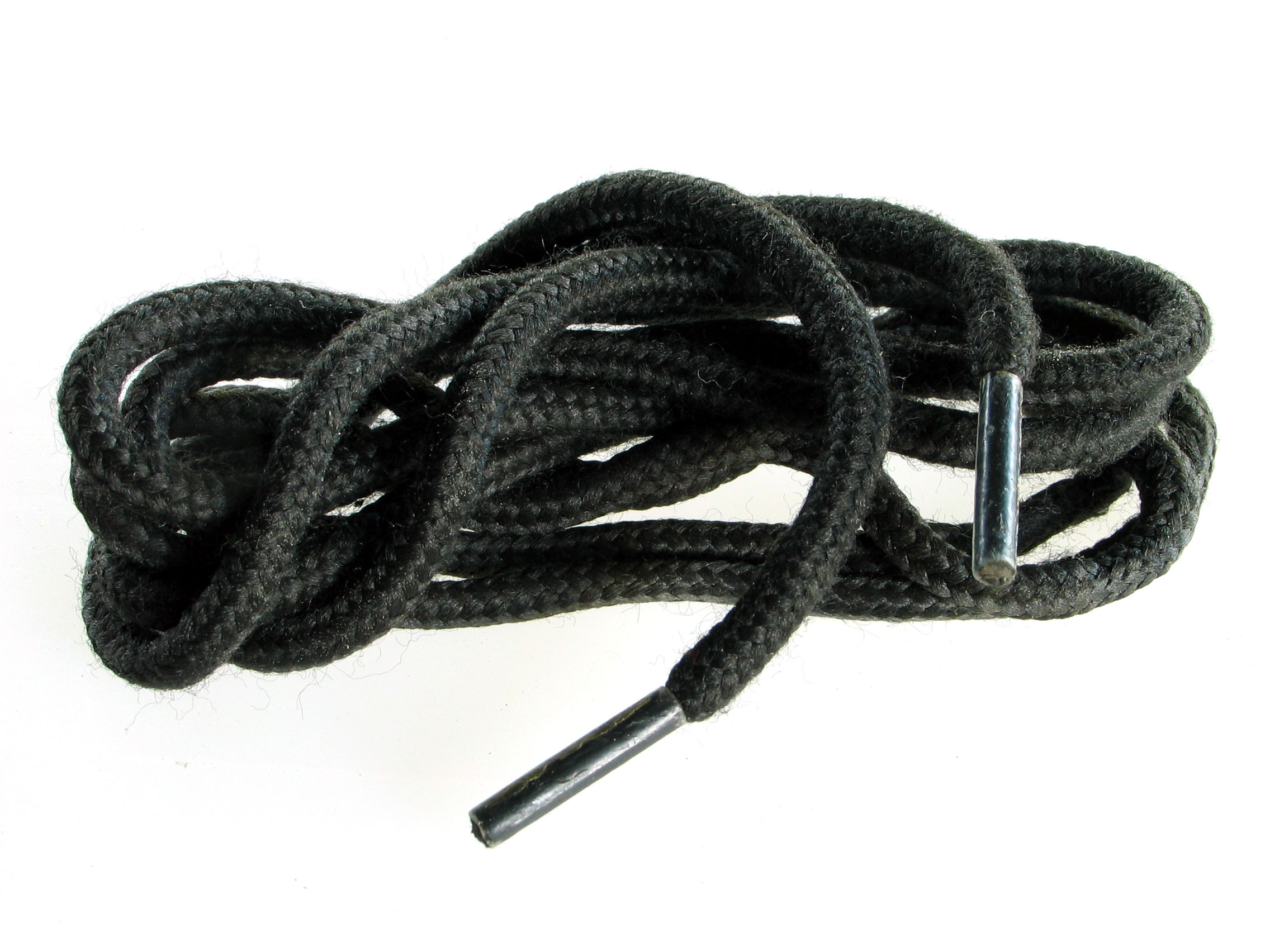
Dubbar på skosnöre.

Dubb ("dubbar" i plural), även kallad snörskoning, är en hylsa, vanligen av plast eller metall, som sitter i var ände av ett skosnöre. Dubbarna hindrar snöret från att fransas och gör det lättare att trä dem genom skons hål eller öljetter. Processen när de sätts på skosnöret kallas att "dubba".